# KTD Group
KTD Group — українська компанія з виробництва побутової техніки, що працює під торговими марками Saturn, ST і Laretti.
1996 року в Чехії було створено підприємство Saturn, що виробляло дрібну побутову техніку під однойменним торговим знаком. Компанія інвестує активи в прес-форми для виробництва побутової техніки і працює з понад 90 заводами в КНР, Тайвані та Туреччині. Перші заводи в Україні було відкрито у Каневі та Черкасах. Виробничі потужності компанії в Україні мають площу 60 тис. м2.
До компанії входить франчайзингова мережа E-electric.ua з понад 540 магазинів електроніки.
KTD Group входить до лідерів ринку побутової техніки України за сукупними продажами товарів під власними торгівельними марками. Продукція також експортувалася до 50 країн світу, зокрема країн Європи, Близького Сходу та Африки. Станом на 2016 рік, частка ринку в Україні — 14 %, а продажі за межами України складали 35 % виручки.
Засновником та президентом KTD Group, а також головним акціонером є Олександр Громико.